# 中国共产党中央军事委员会国防工业委员会
中国共产党中央军事委员会国防工业委员会，简称国防工委，曾是中国共产党中央军事委员会领导“国防工业口”的主管机关。

## 历史
1959年庐山会议后，国务院副总理、中共中央军委副主席贺龙分管国防工业。
1959年10月30日，国防部副部长、国防科委副主任陈赓呈送中央军委领导《关于导弹研究生产情况和对军工生产管理体制的意见》。对军工生产管理体制提出了意见。陈赓认为，一机部本身任务很重，既要生产民用产品，又生产军工产品，既有常规，又有尖端，头绪很多，势难兼顾。建议军委考虑，可否恢复过去的办法，以导弹技术为中心，包括全部军工生产，组建一个国防工业部，建制属国务院，日常业务归军委领导。军委如原则同意，请报中央。11月2日，聂荣臻审阅陈赓的报告后批示同意，并将报告转交总参谋长罗瑞卿。11月7日，贺龙主持中央军委常委第四次会议，听取一机部部长赵尔陆关于国防工业现状的汇报。在讨论国防工业体制问题时，聂荣臻说，为加强对国防工业的领导，建议成立国防工业委员会。会议采纳了这一建议。9日，聂荣臻代中央军委起草给毛泽东、中共中央的报告。报告稿说：为了充分满足国民经济高速发展的需要，又要尽可能照顾国防工业的发展和统一规划，“建议在军委领导下，成立国防工业委员会，吸收计委、经委、建委负责同志参加，并在这个委员会下边，成立一个小的办事机构，处理日常工作”。中央如同意这一建议，“我们提议调方强同志任第一机械工业部副部长兼国防工业委员会秘书长。”10日，中央军委常委第五次会议同意将聂荣臻拟写的报告稿报送中共中央。1960年1月5日，中共中央批准成立中央军委国防工业委员会（简称国防工委）。贺龙为主任，贺龙、聂荣臻、李富春、薄一波、罗瑞卿、萧劲光、刘亚楼、赵尔陆、张爱萍、宋任穷、王鹤寿、彭涛、柴树藩、方强为委员，方强为秘书长。1月6日，贺龙主持召开国防工业委员会全体委员会议。贺龙在讲话中说明，国防工业委员会是在党中央、国务院、中央军委领导下，负责研究、规划的委员会，是协商办事的组织，不是一级行政机构，不代替国家各级行政机关行使职权。
1961年1月，国防工委与三机部合署办公。
1963年9月，国防工委与三机部撤销，由国防工办承接职能。

## 领导
- 主任：贺龙（国务院副总理、中共中央军委副主席）
- 委员：
  - 聂荣臻（国防科委主任）
  - 李富春（国家计委主任）
  - 薄一波（国家经委主任）
  - 罗瑞卿（中共中央军委秘书长兼解放军总参谋长）
  - 肖劲光（海军司令员）
  - 刘亚楼（空军司令员）
  - 赵尔陆（一机部部长）
  - 张爱萍（解放军副总参谋长主管军务行政）
  - 宋任穷（二机部部长）
  - 王鹤寿（冶金工业部部长）
  - 彭涛（化学工业部部长）
  - 柴树藩（国家基本建设委员会主任）
  - 方强（兼国防工委秘书长）